# Craig Chudy
Craig Chudy, né le 21 octobre 1937 à Waukegan, (Illinois, États-Unis), et mort le 30 janvier 2024 à Calabasas, (Californie, États-Unis), est un acteur américain.

## Filmographie

### Cinéma
- 1965 : L'Encombrant Monsieur John : un footballeur
- 1965 : Billie : Starter
- 1970 : M*A*S*H : un footballeur
- 1970 : Darling Lili : le pilote du Squadron
- 1972 : L'Aventure du Poséidon : le timonier
- 1978 : The Other Side of the Mountain: Part II : Gary
- 1982 : Tron : le premier guerrier

### Télévision
- 1963 : The Adventures of Ozzie and Harriet : lui-même (1 épisode)
- 1966 : T.H.E. Cat : First Hood (1 épisode)
- 1967 : Des agents très spéciaux : l'agent au muguet (1 épisode)
- 1967 : Perdus dans l'espace : le troisième soldat extraterrestre (1 épisode)
- 1967-1968 : Les Envahisseurs : un extraterrestre (2 épisodes)
- 1968-1971 : Mannix : plusieurs personnages (6 épisodes)
- 1969 : Cosby Show : le premier policier (1 épisode)
- 1969-1971 : Mission impossible : un gardien et un prisonnier (4 épisodes)
- 1970-1971 : Adam-12 : Willis, Bill et un policier (3 épisodes)
- 1972 : Banacek : l'homme au National Meridian Bureau (1 épisode)
- 1972 : The Bold Ones: The New Doctors : un technicien (1 épisode)
- 1972-1976 : Emergency! : plusieurs personnages (10 épisodes)
- 1976 : Deux cent dollars plus les frais : Eunson (1 épisode)
- 1986 : Mike Hammer : Blake (1 épisode)